# 토지 (1974년 영화)
《토지》(The Earth )는 한국에서 제작된 김수용 감독의 1974년 영화이다. 김지미 등이 주연으로 출연하였고 김용덕 등이 제작에 참여하였다. 대종상에서 최우수상을 받았다.

## 출연

### 주연
- 김지미 ... 윤씨 부인

- 최참판댁 미망인
- 이순재 ... 최치수 역

- 최참판댁 아들

### 조연
- 서희 ... 최서희 역

- 최참판댁 손녀
- 허장강 ... 고준구 역

- 최치수의 어머니 윤씨 부인의 친정 외갓댁 외종사촌 오빠(고남전)의 아들
- 최정민 ... 귀녀 역

- 최참판댁 여종

## 기타
- 원작자: 박경리
- 조명: 김진도
- 미술: 조경환